# Tephrinops velutisigna
Tephrinops velutisigna är en fjärilsart som beskrevs av George Francis Hampson 1926. Tephrinops velutisigna ingår i släktet Tephrinops och familjen nattflyn. Inga underarter finns listade i Catalogue of Life.